# Rio Rolante
Le rio Rolante est un cours d’eau brésilien de l’État du Rio Grande do Sul. 
C’est un affluent du rio dos Sinos.